# Isedones
Los Isedones fueron un pueblo de carácter mítico que vivían al norte del territorio escita, proponiéndose la cuenca del Irtish. Heródoto los nombra como los únicos hombres que se han aventurado en ir más al norte de su país, descubriendo a los arimaspos, pueblo que estaba en continua lucha con los grifos, guardianes del oro. También hablaban del mítico pueblo de los hiperbóreos.
Heródoto además observaba estas costumbres: al morir el padre de un hombre, sus deudos debían obsequiar al hijo con unas reses y tras descuartizarlas, descuartizaban al muerto, mezclaban las dos carnes, lo cocían y se daban un banquete (estas costumbres también se presentaban en los masagetas y en los antiguos indios padeos). Sólo dejaban la cabeza, a la que le daban un manto de oro y lo veneraban como una imagen sagrada. Heródoto asegura que los isedones eran personas justas y cuyas mujeres poseían iguales derechos que los varones.